# ハスヴィク
ハスヴィク（ノルウェー語: Hasvik）は、ノルウェーのフィンマルク県にある基礎自治体。行政の中心地はブレイヴィクボトン村。1858年1月1日にルッパから分かれた。人口は979人（2024年）。

## 概要
スバールバル諸島を除くとノルウェーで4番目に大きいソロヤ島の西半分を占める。ブレイヴィクボトンやハスヴィクなど、村落は沿岸部に集中する。ハスヴィク空港にはトロムセやハンメルフェスト便が就航しているほか、ルッパのオクスフィヨルドとを結ぶフェリーで車でのアクセスも可能。人口は着実に減ってきており、地元の漁業にも影響を及ぼしている。

## 基礎情報

### 地名
古ノルド語ではHásvíkと綴る。最初のHásはハスヴィク村の南東にあるHár（Håen）山の属格で、後のvikは「入り江」を意味する。

### 紋章
現在の紋章は1984年7月13日に国王の認可を得た。青地に白いカモメは多くの海鳥をひきつける地元の漁業および水産加工業を表している。

## その他
1994年のクリスマスイブに、除籍されたソビエト連邦の軽巡洋艦ムールマンスクがスクラップとしてインドへ曳航される途中、ハスヴィクのソルヴェル村沖で座礁した。その後、牽引などの策が試みられたが失敗し、以後は放置され観光名所となっていた。

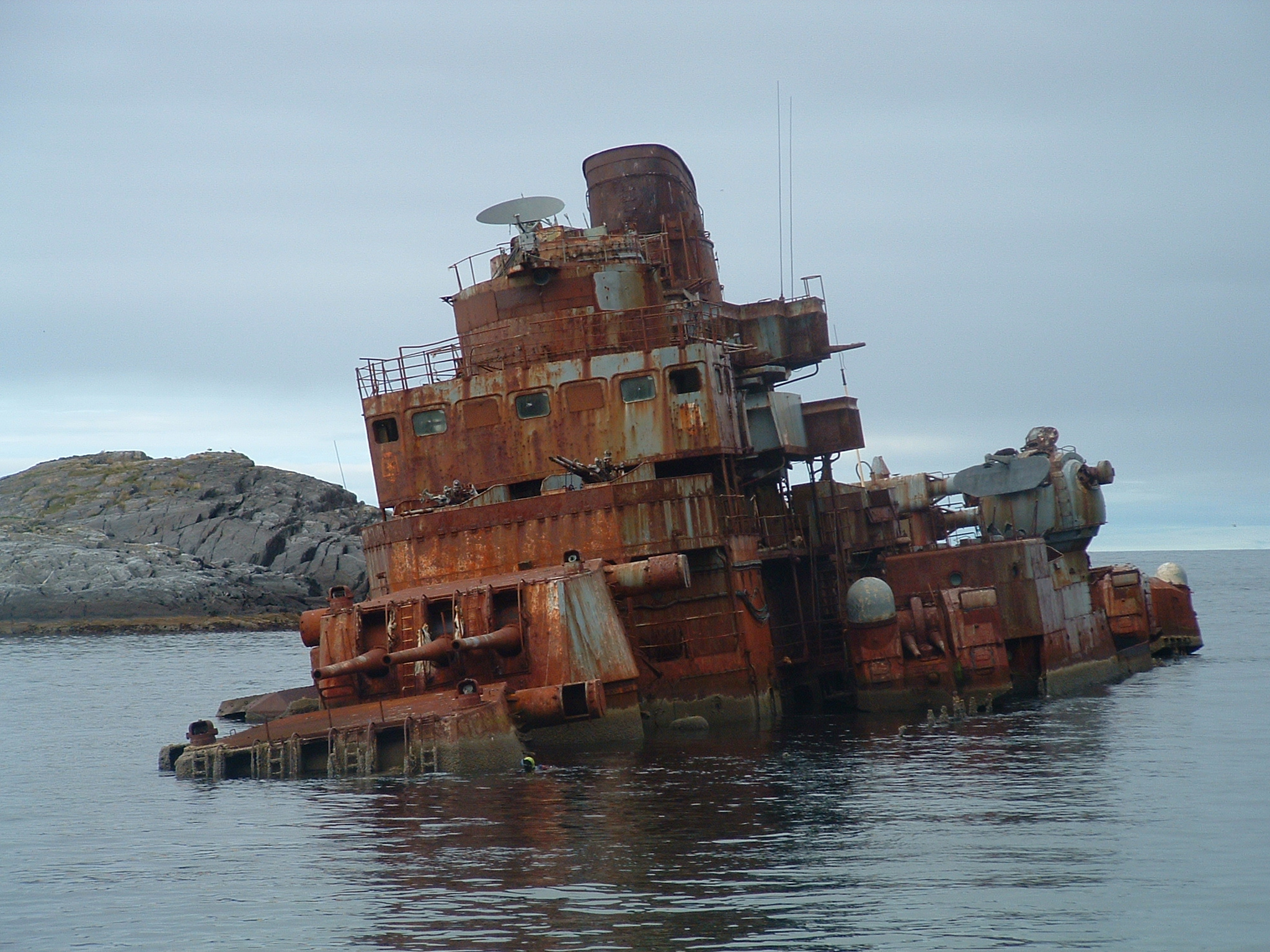
ハスヴィク沿岸に座礁し放棄されていた状態のムールマンスク
2002年1月の撮影

ムールマンスクは2013年に解体撤去された。